# Roberto Tucci
Roberto Tucci SJ (ur. 19 kwietnia 1921 w Neapolu, zm. 14 kwietnia 2015 w Rzymie) – włoski duchowny katolicki, jezuita, dziennikarz i organizator pielgrzymek papieskich, kardynał.

## Życiorys
W wieku 15 lat wstąpił do zakonu jezuitów (SI, październik 1936) i kształcił się w nowicjacie w Vico Equense koło Neapolu, potem w zakonnych domach nauki w Gallarate i Neapolu (obronił doktorat z filozofii). Stopnie naukowe z teologii uzyskiwał na Uniwersytecie Katolickim w Louvain (Belgia, licencjat) i na Papieskim Uniwersytecie Gregoriańskim w Rzymie (doktorat). Święcenia kapłańskie przyjął 24 sierpnia 1950. Przez pewien czas wykładał na Wydziale Teologicznym San Luigi w Neapolu. Kierował pismami katolickimi „Digest religioso” (później pod nazwą „Rassegna di Teologia”) i „La Civiltà Cattolica”. Wszedł w skład komisji przygotowawczej ds. apostolatu świeckich przy Soborze Watykańskim II, był ekspertem Soboru, podczas trzech ostatnich sesji prowadził codzienne konferencje prasowe dla dziennikarzy akredytowanych przy Biurze Prasowym Watykanu; brał także udział w pracach komisji posoborowej ds. apostolatu świeckich (aż do ukonstytuowania się instytucji Consilium de Laicis).
W latach 1965–1989 był radcą Papieskiej Rady ds. Komunikacji Społecznej, w ramach tej funkcji uczestniczył w redagowaniu instrukcji duszpasterskiej Communio et progressio (1971). Od 1973 pracował w Radiu Watykańskim, m.in. na stanowisku dyrektora generalnego (do 1985) oraz prezydenta Komitetu Zarządzającego Radia; w latach 1973–1989 był także radcą Sekretariatu ds. Jedności Chrześcijan. Był członkiem redakcji czołowego pisma teologicznego „Concilium”.
Pełnił wiele funkcji zakonnych. Brał udział w Generalnych Kongregacjach zakonu oraz był radcą ds. ekumenizmu przełożonego generalnego (1970–1975), a także sekretarzem generalnym włoskiej prowincji jezuickiej (1967–1969).
Organizował pielgrzymki zagraniczne papieża Jana Pawła II; do 2001 towarzyszył we wszystkich pielgrzymkach poza Włochy (poza wizytami we Francji w 1980 i Austrii w 1983). Był wiceprezydentem Włoskiej Unii Prasy Katolickiej, laureatem nagrody Amerykańskiego Stowarzyszenia Prasy Katolickiej za najlepszy artykuł promujący ideę ekumenizmu (1968), doktorem honoris causa Uniwersytetu Notre Dame, kawalerem Legii Honorowej. Brał udział w obradach sesji Światowego Synodu Biskupów w Watykanie jako członek Centrum Prasowego, w 1968 był gościem IV sesji Światowej Rady Kościołów w Uppsali.
21 lutego 2001 Jan Paweł II wyniósł go do godności kardynalskiej, nadając diakonię Sant'Ignazio di Loyola a Campo Marzio. Ze względu na podeszły wiek ojciec Tucci został zwolniony z obowiązku przyjęcia sakry biskupiej, a kilka miesięcy później ukończył 80 lat i utracił prawo udziału w konklawe.
21 lutego 2011 został promowany do rangi kardynała prezbitera. Zmarł w Rzymie w wieku 94 lat.